# کیومرث مسعودی
کیومرث مسعودی متولد سال ۱۳۳۲ در خرم‌آباد نویسنده، پژوهشگر شهری و داستان نویس ایرانی است.

## داستان‌نویسی
مرگ همین گوشه کنارهاست اولین مجموعه داستان او در سال هشتاد و هفت توسط نشر افراز منتشر شد. این مجموعه داستان جایزه بهترین مجموعه داستان جایزه ادبی «گام اول» را در سال هشتاد و هشت از آن خود کرد و به چاپ دوم رسید. فضاهای سورئالیستی و نگاهِ تند و موشکافانهٔ او به وضعیت انسان معاصر ایرانی در فضاهای شهری از ویژگی‌های این مجموعه داستان‌ها بود. این مجموعه داستان در نمایشگاه‌های کتاب هند و روسیه نیز ارائه شده‌است. پس از انتشار این مجموعه داستان مسعودی تصمیم به انتشار مجموعه داستان «شغال‌های پوزه‌خونی» گرفت. این داستان‌ها برگرفته از تجربیات عینی و هولناکِ مسعودی از حضورش در جنگ ایران و عراق بوده‌است. نگاهِ‌ضد جنگ و تصویرگری عریان او از جنگ باعث شد تا این مجموعه داستان هرگز مجوز انتشار نگیرد. در نهایت و با یک وقفهٔ شش ساله، در سال هزار سیصد و نود و سه مجموعه داستان «یک داستان پست مدرن» که شامل چهار داستان بود توسط انتشارات هزاره سوم اندیشه منتشر شد. این مجموعه داستان نیز در ادامهٔ نگاهِ ویژهٔ مسعودی به زندگی انسان معاصر شهری در ایران قرار می‌گیرد هرچند فضای این داستان‌ها بیشتر به واقع گرایی نزدیک می‌شد.

## پژوهش‌های شهری
مسعودی فعالیت‌های خود را به عنوان برنامه‌ریز و طراح شهری از سال هزار و سیصد و هفتاد و دو در همکاری با شرکت‌های مشاورین شهرسازی و معماری، همچنین شهرداری‌ها آغاز کرد. همزمان با این فعالیت‌ها، او پژوهش‌هایی در حوزه‌های برنامه‌ریزی شهری، فضاهای شهری، شهر و سرمایه‌داری، سیاست‌های شهرسازی، شهرسازی و محیط زیست، زیبایی‌شناسی شهری، سینما و شهر، ادبیات و حوزه‌های عمومی انجام داد. این پژوهش‌ها در مجلات و نشریات تخصصی شهرسازی و معماری از جمله جستارهای شهرسازی، شهرداری‌ها و ماهنامه صنعت حمل و نقل منشر شده‌اند،،
همچنین مجموعه مقالات انتقادی مسعودی دربارهٔ شهرسازی در ایران به همراهِ یک گفتگوی مفصل و چالشی با بیژن روحانی با رادیو زمانه در سال هشتاد و شش بحث‌هایی را در فضای شهرسازی ایران برانگیخت.
در سال هزار و سیصد و نود و نه کتابِ مدیریت و برنامه‌ریزی شهری به قلمِ او توسطِ مرکز مطالعات برنامه‌ریزی شهری و روستایی ایران منتشر شده‌است.
مهندس احمد سعیدنیا، استاد دانشگاه در مقدمهٔ این کتاب می‌نویسد: «مهندس مسعودی سال‌ها در تهیه طرحها و برنامه‌های توسعهٔ شهری با مهندسان مشاور همکاری داشته و همواره از طریق تهیه طرحها با مسایل شهرداری‌ها در زمینه مدیریت و برنامه ریزی آشنایی نزدیک یافته‌است. در اینجا بایستی از کوششهای پژوهشی کیومرث مسعودی قدردانی شود.»